# Lespesia capitis
Lespesia capitis är en tvåvingeart som först beskrevs av Townsend 1915.  Lespesia capitis ingår i släktet Lespesia och familjen parasitflugor.
Artens utbredningsområde är Peru. Inga underarter finns listade i Catalogue of Life.